# Гідрогеологічна зйомка
Гідрогеологічна зйомка, рідше гідрогеологічне знімання (рос. гидрогеологическая съемка, англ. hydrogeologic surveying, нім. hydrogeologische Aufnahme f) – комплекс польових досліджень, що проводяться для вивчення і картування підземних вод. При Г.з. визначають: водоносність гірських порід, їх фільтрац. властивості, поширення, вік і умови залягання водоносних комплексів, їх потужність, умови живлення і розвантаження, хім. склад, к-ть, умови використання вод, їх роль в розробці родов. корисних копалин; стан охорони підземних вод від виснаження і забруднення. У залежності від детальності Г.з. поділяється на три категорії: дрібно- (1:1000000-1:500000), середньо- (1:200000-1:100000) і великомасштабна (1:50000 і більше). 